# Sukhoi-Gulfstream S-21

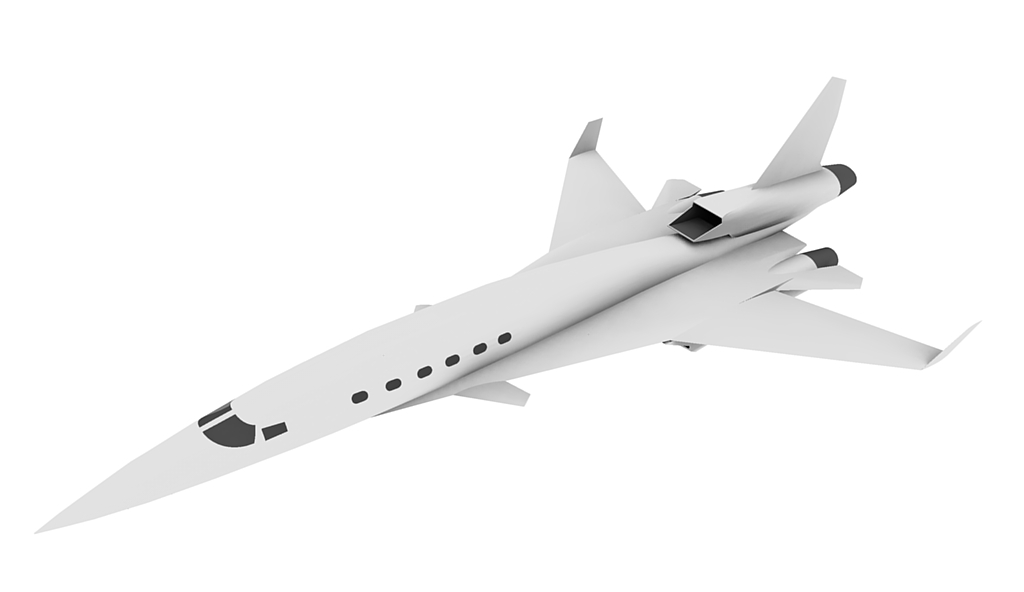
Mô hình chiếc Sukhoi-Gulfstream S-21

Sukhoi-Gulfstream S-21 là một máy bay phản lực siêu thanh dành cho giới thương gia, hiện đang ở trong giai đoạn thí nghiệm hợp tác sản xuất giữa Nga-Mỹ.
Vào đầu những năm 1990, Công ty hàng không Gulfstream và Phòng thiết kế Sukhoi ở Moskva đã bắt đầu hợp tác để phát triển một loại máy bay phản lực siêu thanh cỡ nhỏ dành cho các thương nhân, có tên mã là S-21. Vì như cầu thị trường đòi hỏi một loại máy bay siêu thanh dành cho các thương nhân đi du lịch có một số vấn đề, nên việc hoàn thành dự án đã bị chậm lại và bị trì hoãn.
Gulfstream đã không tiếp tục hợp tác sản xuất với Sukhoi nữa, và chỉ còn phòng thiết kế của Nga tiến hành công việc với S-21 một mình.
S-21 có thể bay ổn định tại vận tốc Mach 2+ và nó được hỗ trợ các hệ thống chống sóng âm thanh khi bay với vận tốc siêu thanh, và máy bay luôn có thể đạt vận tốc Mach 1+ dễ dàng. Và nó được trang bị loại cánh chính là cánh cụp cánh xòe, và cánh mũi ở phía đầu máy bay.

## Thông số kỹ thuật

### Đặc điểm riêng
- Phi đoàn: 2
- Sức chứa hành khách: 6-10
- Chiều dài: 124.2 ft (37.86 m)
- Sải cánh: 65.4 ft (19.93 m)
  - Cánh cụp: 32°
  - Cánh xòe: 68°
- Chiều cao: 27.1 ft (8.26 m)
- Diện tích : 130 m²
- Trọng lượng rỗng: 54.167 lb (24.570 kg)
- Trọng lượng tải hữu ích: 2.000 lb (907 kg)
- Trọng lượng cất cánh tối đa: 114.200 lb (51.800 kg)
- Động cơ: 3× động cơ phản lực Aviadvigatel D-21A1, công suất 16.535 lbf (73.55 kN) mỗi chiếc

### Hiệu suất bay
- Vận tốc cực đại: 1.483 mph (2.386 km/h)
- Tầm bay: 4.600 mi (7.403 km) (0.95 mach)
- Trần bay: 63.900 ft (19.477 m)
- Vận tốc lên cao:
- Lực nâng của cánh:
- Lực đẩy/trọng lượng: 0.43

## Nội dung liên quan

### Máy bay có tính năng tương đương
- Tupolev Tu-444
- Aerion SBJ
- Quiet Spike